# Der Engel schwieg
Der Engel schwieg ist ein Roman von Heinrich Böll, der – 1949/50 geschrieben – 1992 in Köln zum 75. Geburtstag des Autors postum erschien. 
Von einer großen Liebe wird erzählt. Der Kriegsheimkehrer Hans Schnitzler findet Regina Unger. Karitas ist das zweite große Thema dieses Romans. Elisabeth Gompertz, die vermögende mildtätige Spenderin, kann sich gegen den reichen, hartherzigen Dr. Dr. Fischer nicht behaupten. Ort der Handlung, obwohl kein einziges Mal genannt, ist „unverkennbar: Köln“.

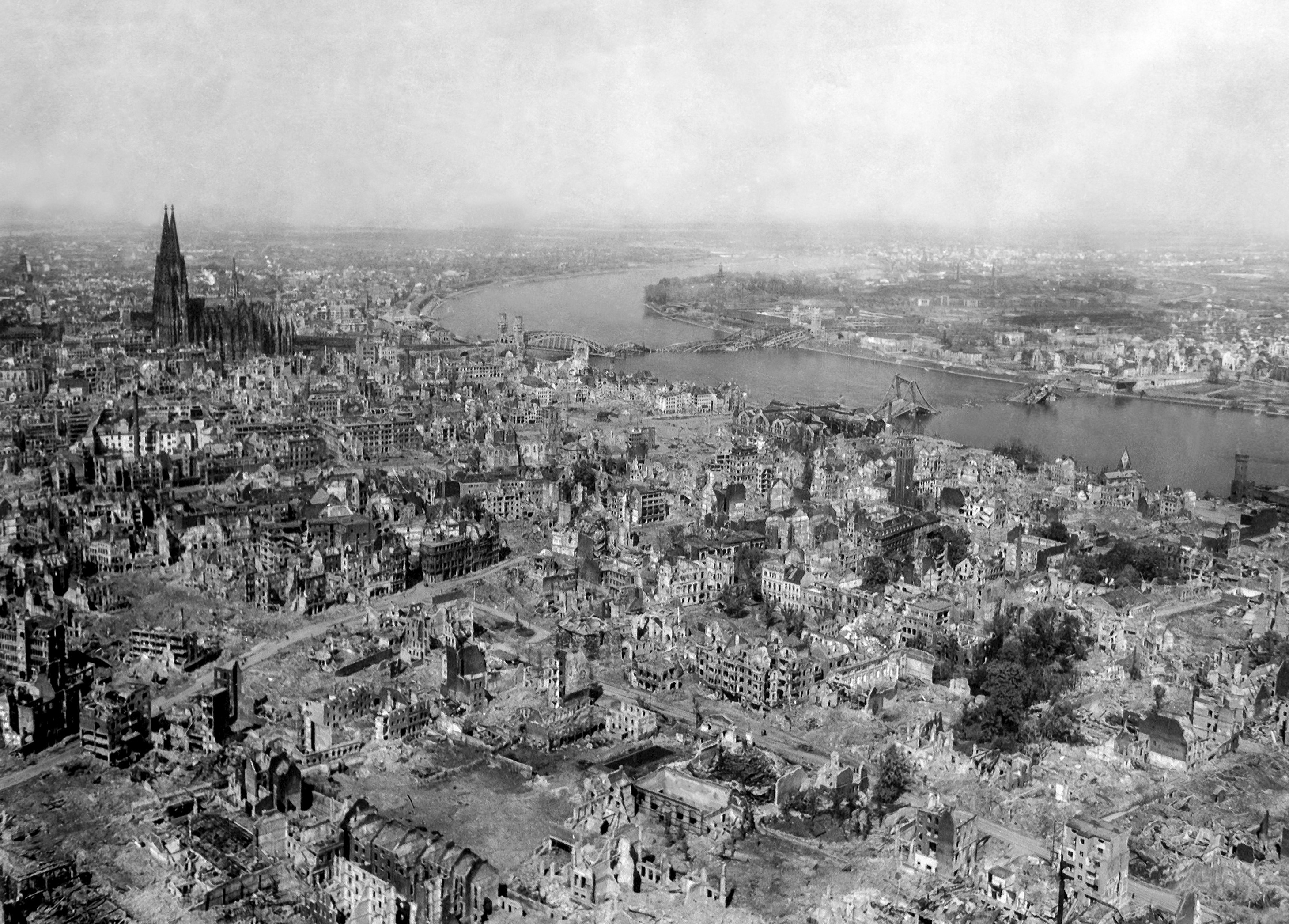
Köln 1945

## Inhalt
8. Mai 1945: Die Heimatstadt von Hans Schnitzler, am Rhein gelegen, wurde durch Luftangriffe zerbombt. Hans betritt in der Uniform eines hoch dekorierten Feldwebels das stark beschädigte Krankenhaus der Vinzentinerinnen. Der Wehrmachtsangehörige sucht Frau Elisabeth Gompertz. Er will ihr berichten, wie ihr Ehemann von den eigenen Leuten erschossen wurde. Hans war Gefangener der Wehrmacht und sollte wegen Fahnenflucht erschossen werden. Da ermöglichte ihm Feldwebel Willi Gompertz die Flucht, indem er Hans seine Uniformjacke aufdrängte. Darauf wurde Gompertz versehentlich erschossen.
Frau Gompertz, schwer magenkrank, ist aus dem Krankenhaus entlassen und liegt zu Hause. Der Krankenhaus-Chirurg Dr. Weiner verhilft dem gesuchten Wehrmachtsangehörigen Hans zu einer neuen Identität. Hans zieht einfach den Mantel einer gewissen Regina Unger über den verräterischen Uniformrock. Regina wurde nach einer Geburt ebenfalls aus dem Krankenhaus entlassen.
Hans sucht Frau Gompertz auf und liest der Kranken das Testament ihres Gatten vor. Willi Gompertz vermacht das ganze beträchtliche Eigentum seiner Ehefrau. Hans geht zu Regina und bringt ihr den Mantel. Reginas Säugling starb. Er ist ein Opfer der Schießereien in den letzten Kriegstagen. Hans erzählt Regina von seiner kurzen, unglücklichen Ehe. Nur eine einzige Nacht konnte er mit seiner Ehefrau verbringen. Die Frau kam darauf bei einer Zugfahrt während eines Luftangriffs um. Regina will nicht allein sein. Hans darf bei ihr untertauchen. Seine Situation ist schwierig. Mit falschen Papieren wagt er sich zunächst weder aus dem Haus, noch beantragt er auf dem Einwohneramt Lebensmittelmarken. Regina unternimmt die notwendigen Streifzüge durch die Stadt und später dann verschafft sie Hans auf dem Schwarzmarkt bessere Papiere. Mit denen beantragt und erhält er seine Marken. Dann beteiligt sich Hans am Überlebenskampf. Regelmäßig stiehlt er von Güterzügen Briketts. Regina aber unternimmt die größeren Fischzüge. Die junge Frau spendet für die kranke Tochter Dr. Fischers Blut und kassiert dafür die saftige Prämie des reichen Kunstsammlers. Fischer ist mit Frau Gompertz verschwägert. Er will das Testament seines Schwagers Willi Gompertz mit allen Mitteln an sich bringen. Somit möchte er die Verwendung des Gompertzschen Besitzes für karitative Zwecke verhindern. Kurz nachdem Frau Gompertz ihrer Magenkrankheit erliegt, ertappt Hans den Dr. Fischer beim Wühlen nach dem Testament. Fischer bringt das Papier gewaltsam an sich. 
Hans und Regina, auf der Suche nach Trauzeugen, wollen sich kirchlich trauen lassen.

## Form
Erzählt wird abwechselnd über Hans und Dr. Fischer, wobei die Passagen über Hans dominieren. Hans und Regina sind verlassen und haben „gerade noch das Leben“. Hans beneidet die Toten um ihre Ruhe. Erst im letzten Romandrittel – nachdem er und Regina sich ihre Liebe gestanden haben – nimmt er das Leben an.
Nach Bellmann ist der Text von Léon Bloys Schriften Das Blut des Armen und Der undankbare Bettler beeinflusst: Hans bittet die Nonne im Krankenhaus und den Kaplan in seiner alten Pfarrkirche um Brot. Regina gibt ihr Blut für die Reichen hin. Frau Gompertz spuckt in ihrer letzten Stunde größere Mengen Blutes.
Das titelgebende Bild von dem großen schweigenden Marmorengel verbindet – zweimal verwendet – nicht nur den Anfang mit dem Ende dieses Zeitromans. Am Romananfang blickt der Heimkehrer mit „seltsamer Freude“ in das Antlitz der Plastik, aber der Engel lächelt schmerzlich, so als verkünde er: In dieser Geschichte gibt es keine Heimat mehr. Zwar finden sich dann Hans und Regina, doch der Romanschluss gerät keinesfalls tröstlich. Der skrupellose, egoistische, über die Karitas triumphierende Dr. Fischer tritt den Engel in den Dreck.

## Editionsgeschichte
Für das Frühjahr 1951 kündigt Friedrich Middelhauve in Opladen den Roman an. Am 17. August 1950 hatte Böll seine Arbeit an den Verlag geschickt. Es gab Einwände. Der Lesergeschmack müsse auch mit berücksichtigt werden. Denn das Kriegsthema sei nicht mehr erwünscht. Am 30. Juli 1951 erhält der Autor sein Manuskript zurück und verwendet Teile daraus für Kurzgeschichten (z. B. Die Liebesnacht, Der Geschmack des Brotes, Besichtigung, Die Dachrinne). Einige Passagen übernimmt Böll, teilweise wörtlich, in den 1953 erschienenen Roman Und sagte kein einziges Wort. 1992 geben Annemarie, René, Vincent und Viktor Böll gemeinsam mit Heinrich Vormweg das Werk aus dem Nachlass heraus. Werner Bellmann und Beate Schnepp rekonstruieren den Romantext aus den Nachlassmaterialien, vervollständigen ihn durch Einfügung der vom Autor nachträglich konzipierten (1951 in der FAZ separat publizierten) Eingangspassage und richten ihn für den Druck ein-

## Selbstzeugnisse
- „Der Engel schwieg“, so schrieb Böll im September 1949 an Paul Schaaf, sei ein „Roman der verlorenen Generation“.[12]
- Böll hat sich gegen die Bezeichnung „Realist“[13] gewehrt.
- Böll wollte nicht in das Schubfach „katholischer Schriftsteller“[14] geschoben werden. Zwar sucht der Protagonist Hans in seiner Not wiederholt seine alte Pfarrkirche auf, betet und beichtet dem Kaplan sogar, doch Bölls Darstellung der Kirche hat auch in diesem Werk zwei Seiten: Dr. Dr. Fischer, der Bösewicht im Roman, steht höchsten Kirchenkreisen nahe.

## Rezeption
- Der Erzähler ist „über den verpaßten Neuanfang“ nach dem Zusammenbruch des Dritten Reiches enttäuscht.[15]
- Schnepp[16] weist auf Wesensmerkmale des Romans hin, die für Bölls Frühwerk gültig sind. „Die Helden kommen… aus den unteren Gesellschaftsschichten… Sie besitzen nichts… und streben nicht nach Besitz“. Mehr noch, Böll solidarisiert sich „mit den nicht privilegierten Menschen“.[17]
- Die Frauengestalten, also Regina und Elisabeth, seien „von einem unwirklich anmutenden Lichtkranz umgeben“.[18]
- Passend zum Thema Karitas hatte Böll zwei Dialoge – über die Armut und über das Geld – konzipiert, dann aber verworfen.[19]
- W. G. Sebald vertritt die Auffassung, der Roman setze sich über „verhängte Tabus“ hinweg und vermittle eine annähernde Vorstellung von „der Tiefe des Entsetzens, das damals jeden zu erfassen drohte, der wirklich sich umsah in den Ruinen“. Von daher sei es einleuchtend, dass „gerade diese anscheinend von unheilbarer Schwermut geprägte Erzählung“ dem zeitgenössischen Publikum nicht habe zugemutet werden können.[20]